# Rudolstadt-Festival
Das Rudolstadt-Festival, zuvor Tanz&FolkFest, TFF.Rudolstadt, TFF Rudolstadt, seit 2016 Rudolstadt-Festival, ist das größte Folk-Roots-Weltmusik-Festival Deutschlands; es findet im thüringischen Rudolstadt jährlich vom ersten Donnerstag im Juli bis zum darauffolgenden Sonntag statt. Zugleich ist dieses Festival eines der bedeutendsten und größten Folkfestivals Europas. Den Besucherrekord halten die Veranstaltungen von 2017 und 2018 mit rund 100 000 Gästen. Die Bühnen sind in der Altstadt, im benachbarten Heinepark und auf dem Gelände der Heidecksburg aufgebaut, die sich über der Stadt erhebt. Von 1992 bis 2001 wurde auf dem Festival der Folkförderpreis verliehen, seit 2002 der Deutsche Weltmusikpreis RUTH.
Veranstaltet wird das Festival vom Fachdienst Kultur der Stadt Rudolstadt. Festivaldirektorinnen sind Petra Rottschalk und Simone Dake.

## Musik

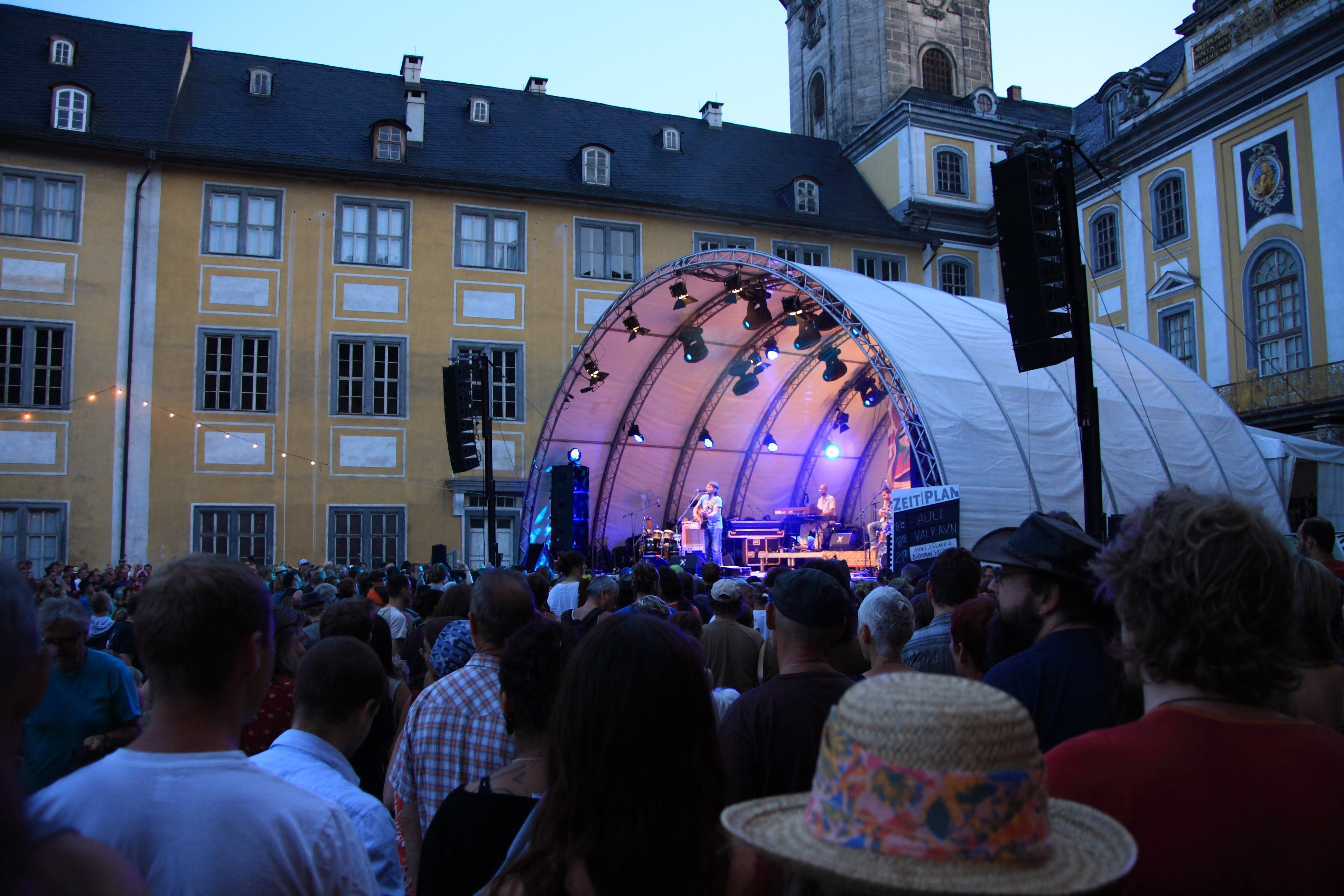
Auf der Großen Bühne auf der Heidecksburg wird die Ruth verliehen. Hier der Auftritt von Hans Söllner 2009.

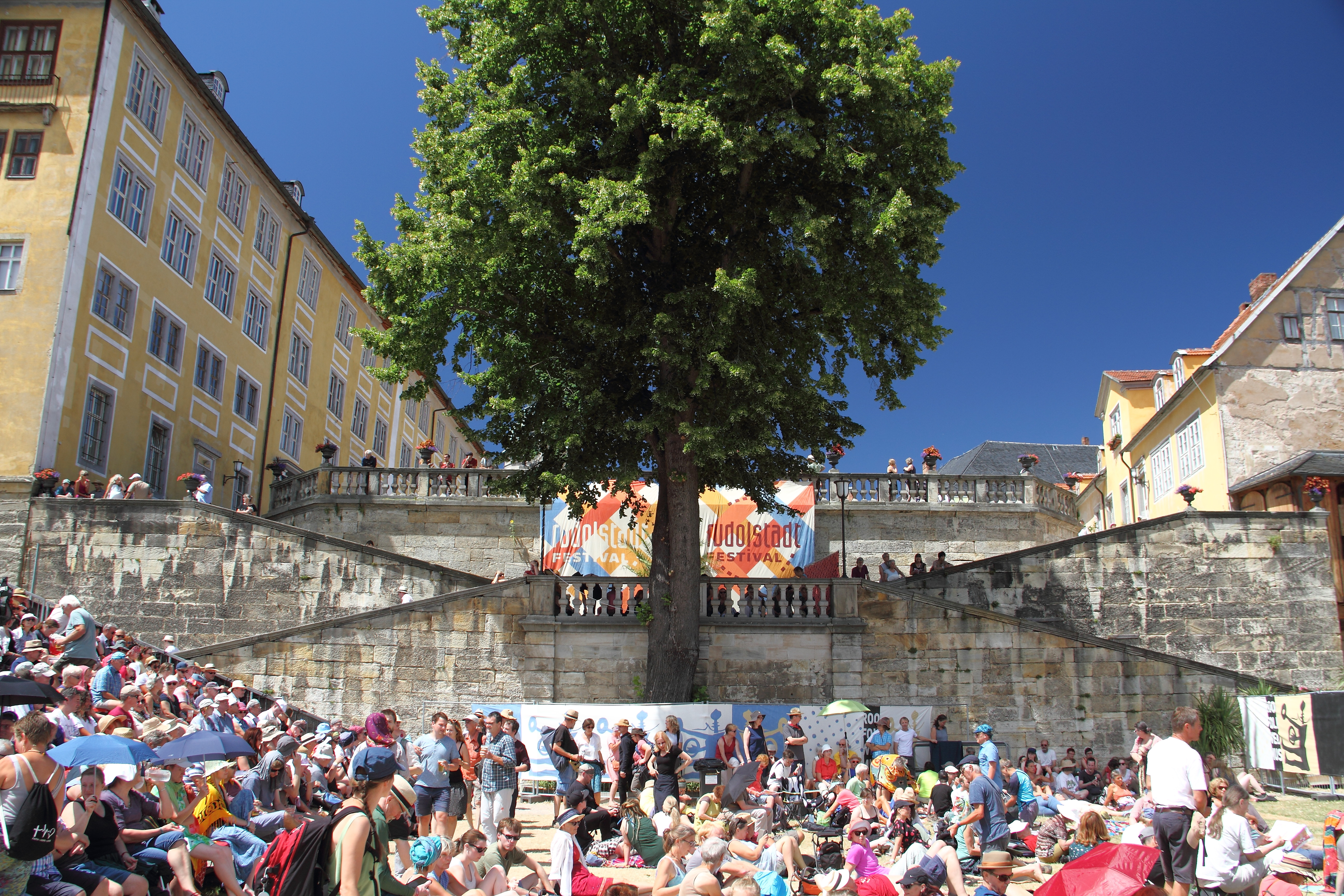
Burgterrasse der Heidecksburg: vor Konzertbeginn vor der Bühne

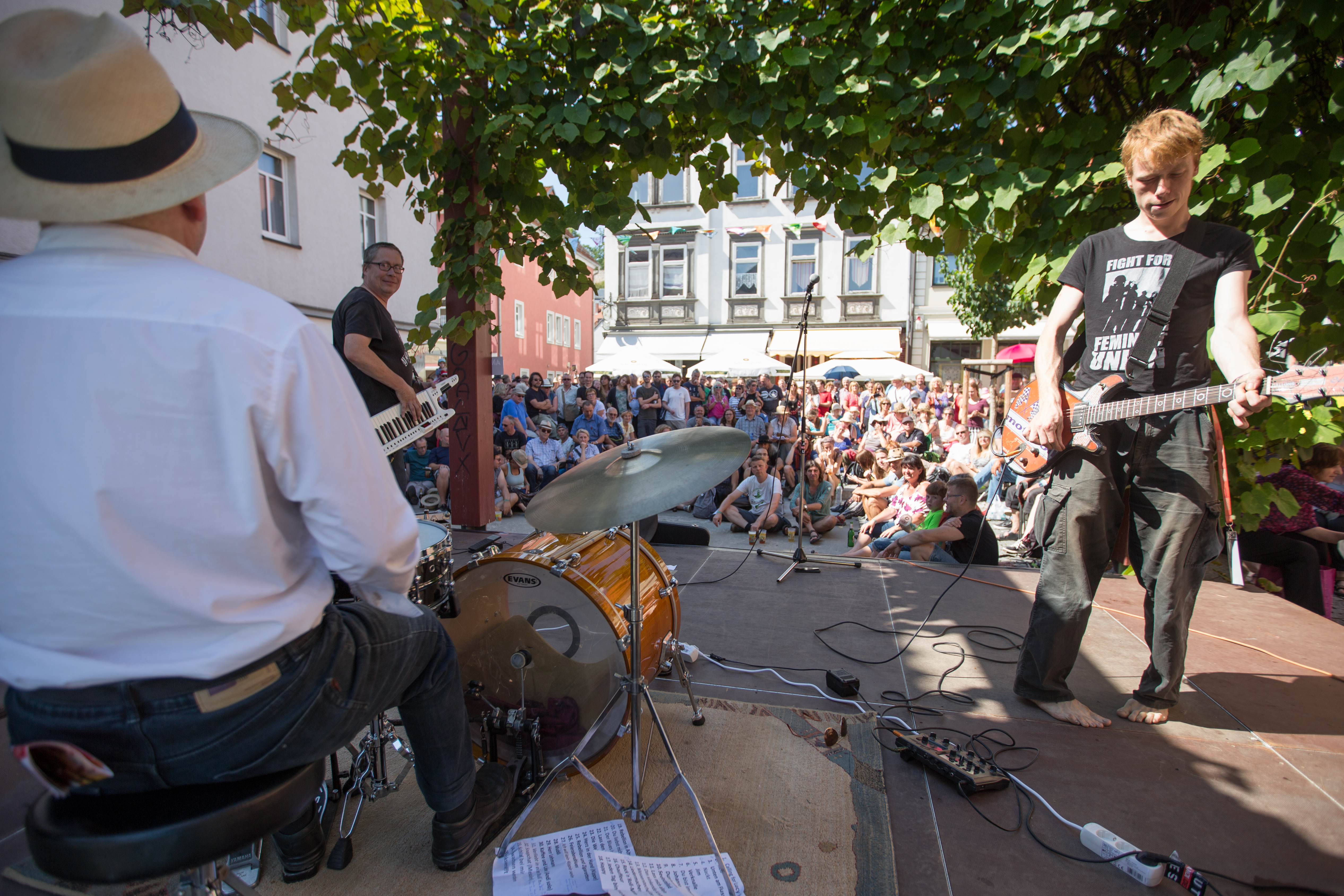
Neben den großen Bühnen gibt es viele Orte für Straßenmusik

Die Bands aus aller Welt spielen ein weites Spektrum an Stilen: von traditioneller Folklore bis Hip-Hop, von Jazz bis Punk, von Rock bis Techno. Gemeinsam ist allen, dass sie in ihrer Musik traditionelle Elemente verarbeiten – sei es, dass zu Elektrobeats Dudelsack geblasen wird, Banjos sich mit E-Gitarren mischen oder Rockbands traditionelle Texte intonieren.

### Musikalische Schwerpunkte
Das Festival steht unter verschiedenen Schwerpunkten:
Länderschwerpunkt (seit 1993)Diverse Bands stellen moderne Folkmusik dieses Landes vor. Das Spektrum ist ähnlich breit wie beim gesamten Festival, beschränkt sich also nicht nur auf traditionelle Elemente.
Instrumentenschwerpunkt (1991 bis 2015)Rund ein Dutzend Künstler verschiedener Kontinente werden eingeladen, die alle ein bestimmtes Folk-Instrument beherrschen. Sie spielen sowohl in ihren eigenen Bands als auch in der Magic Instrument Group – eine Jamsession dieser Künstler, die sich für das TFF eine Woche vor dem Festival treffen und zusammen ein Konzert geben.
Tanz des Jahres (ab 2002)Vor allem im Tanzzelt spielen internationale Bands diesen Folk-Tanz für alle.
Regionalschwerpunkt (2001 bis 2009)Es werden unterschiedliche Folk-Traditionen dieser deutschen Region vorgestellt.
| Jahr | Land/Region                          | Instrument                           | Tanz                                 | Region                               | Besucher                             |
| ---- | ------------------------------------ | ------------------------------------ | ------------------------------------ | ------------------------------------ | ------------------------------------ |
| 1991 |                                      | Knopfharmonika                       |                                      |                                      | >005.000                             |
| 1992 |                                      | Geige                                |                                      |                                      |                                      |
| 1993 | Finnland                             | Drehleier                            |                                      |                                      |                                      |
| 1994 | EBU Contemporary Folk Music Festival | Perkussion                           |                                      |                                      |                                      |
| 1995 | Südafrika                            | Mandoline                            |                                      |                                      |                                      |
| 1996 | Ungarn                               | Hackbrett                            |                                      |                                      |                                      |
| 1997 | Indien                               | Saxophon                             |                                      |                                      |                                      |
| 1998 | Portugal                             | Banjo                                |                                      |                                      |                                      |
| 1999 | Die 9 Europäischen Kulturstädte      | Mundharmonika                        |                                      |                                      |                                      |
| 2000 | England                              | Stimme                               |                                      |                                      |                                      |
| 2001 | Kleine Antillen                      | Klarinette                           |                                      | Bayern                               | >060.000                             |
| 2002 | Polen                                | Kniegeige                            | Mazurka                              | Ruhrgebiet                           |                                      |
| 2003 | Kanada                               | Marimbaphon                          | Salsa                                | Berlin                               | >060.000                             |
| 2004 | Griechenland                         | Zither                               | Reihen- und Kettentänze              |                                      |                                      |
| 2005 | Brasilien                            | elektrische Gitarre                  | Polka                                |                                      | >060.000+                            |
| 2006 | Frankreich                           | Dudelsack                            | Tango                                |                                      | >065.000                             |
| 2007 | USA                                  | Tasteninstrumente                    | Polonaise                            |                                      | >068.800                             |
| 2008 | Israel                               | Rahmentrommel                        | Rock ’n’ Roll                        | Sachsen                              | >070.000                             |
| 2009 | Russland                             | Kurzhalslaute                        | Männer-/Werbetänze                   | Baden-Württemberg                    |                                      |
| 2010 | Äthiopien                            | Trompete                             | Stepptanz                            |                                      | >071.000                             |
| 2011 | Schweiz                              | Harfe                                | Walzer                               |                                      | (?)90.000                            |
| 2012 | China                                | Konzertina                           | Straßentänze                         |                                      | >085.000                             |
| 2013 | Italien                              | Flöte                                | kein spezieller Tanz                 |                                      | >085.500                             |
| 2014 | Tansania                             | Bass                                 | Samba                                |                                      | >087.300                             |
| 2015 | Norwegen                             | Cister                               | Halling und andere norwegische Tänze |                                      | >090.000                             |
| 2016 | Kolumbien                            | –                                    | Cumbia                               |                                      | >090.000                             |
| 2017 | Schottland                           |                                      | Keltische Tänze                      |                                      | >100.000                             |
| 2018 | Estland                              | –                                    | –                                    |                                      | >100.200                             |
| 2019 | Iran                                 |                                      | Bourrée                              |                                      | >100.000                             |
| 2020 | abgesagt wegen der COVID-19-Pandemie | abgesagt wegen der COVID-19-Pandemie | abgesagt wegen der COVID-19-Pandemie | abgesagt wegen der COVID-19-Pandemie | abgesagt wegen der COVID-19-Pandemie |
| 2021 | abgesagt wegen der COVID-19-Pandemie | abgesagt wegen der COVID-19-Pandemie | abgesagt wegen der COVID-19-Pandemie | abgesagt wegen der COVID-19-Pandemie | abgesagt wegen der COVID-19-Pandemie |
| 2022 | Jugoslawien                          |                                      |                                      |                                      | >80.000                              |
| 2023 | Kuba                                 |                                      |                                      |                                      | >90.000                              |
| 2024 | Deutschland                          |                                      | Der Schottisch                       |                                      | >95.000                              |
| 2025 | Mali                                 |                                      | Kindertänze                          |                                      | 90.000                               |
| 2026 | Österreich                           |                                      |                                      |                                      |                                      |

## Geschichte

### Tanzfest der DDR (1955–1989)
1955 wurde das „1. Fest des deutschen Volkstanzes“ in Rudolstadt ausgerichtet. Zum einen sollte damit der Sozialismus eine folkloristische Grundierung erhalten. Zum zweiten wurde damit die deutsche Einheit beschworen, ein Ziel, das die Regierung in dieser Zeit noch verfolgte. Und schließlich sollte deutsche Tradition gegen „amerikanische Unkultur“, wie Rock ’n’ Roll und Jazz, gestellt werden. Rudolstadt empfahl sich – wie zunächst auch Wernigerode – durch seine Lage in der Mitte Deutschlands und durch die Altstadt mit darüberliegendem Schloss, die durch den Krieg nicht beschädigt wurde. Die gesamtdeutsche Ausrichtung des „Tanzfestes“ entfiel bei den folgenden Festivals, die alle zwei Jahre stattfanden. Stattdessen kamen Gruppen aus Osteuropa.
Vom 30. Juni bis zum 1. Juli 1989 fand das 17. und letzte Tanzfest der DDR statt.

### Tanz- und Folkfest und TFF (1991–2015)

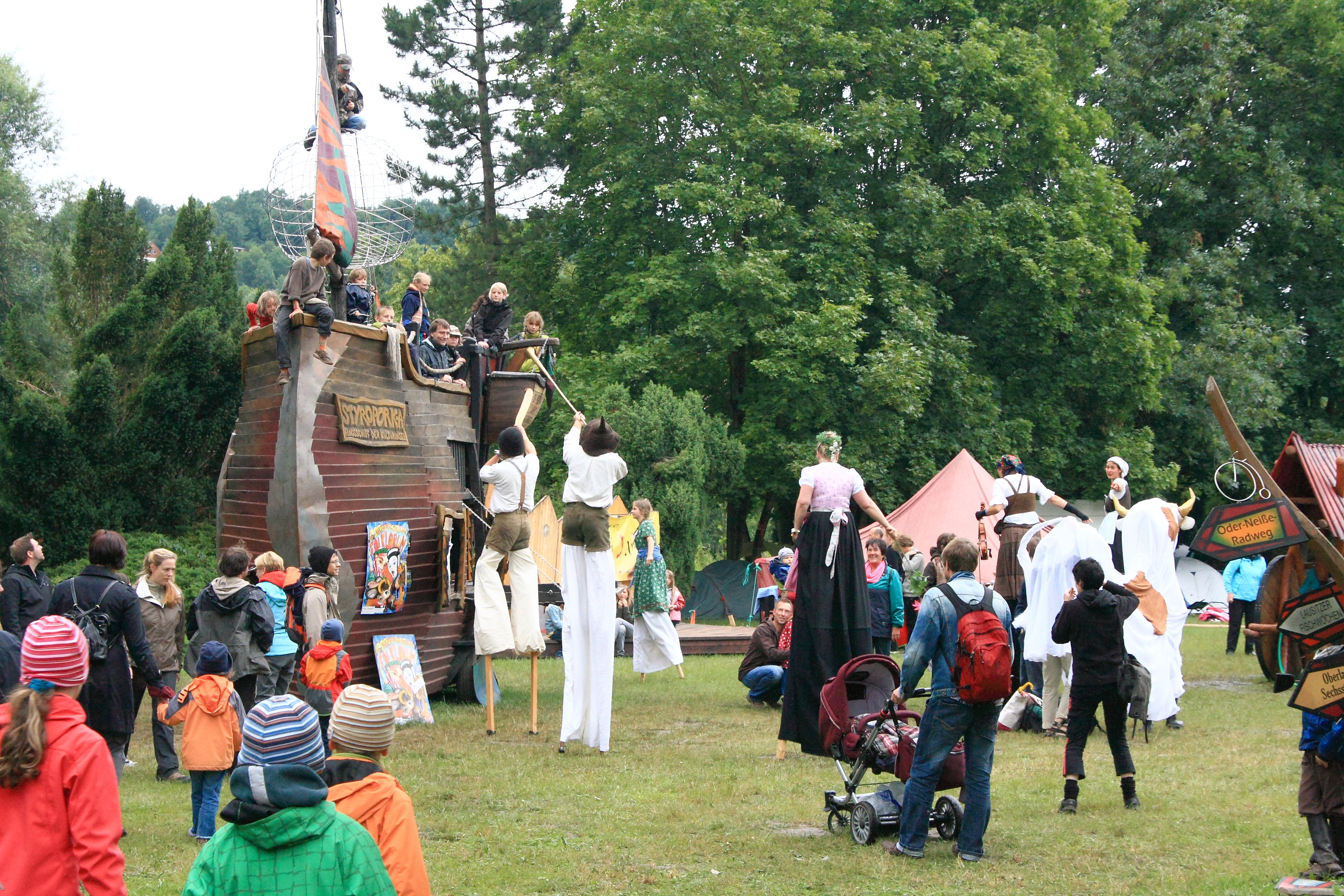
Das Piratenschiff der Kulturinsel Einsiedel beim Kinderfest 2011

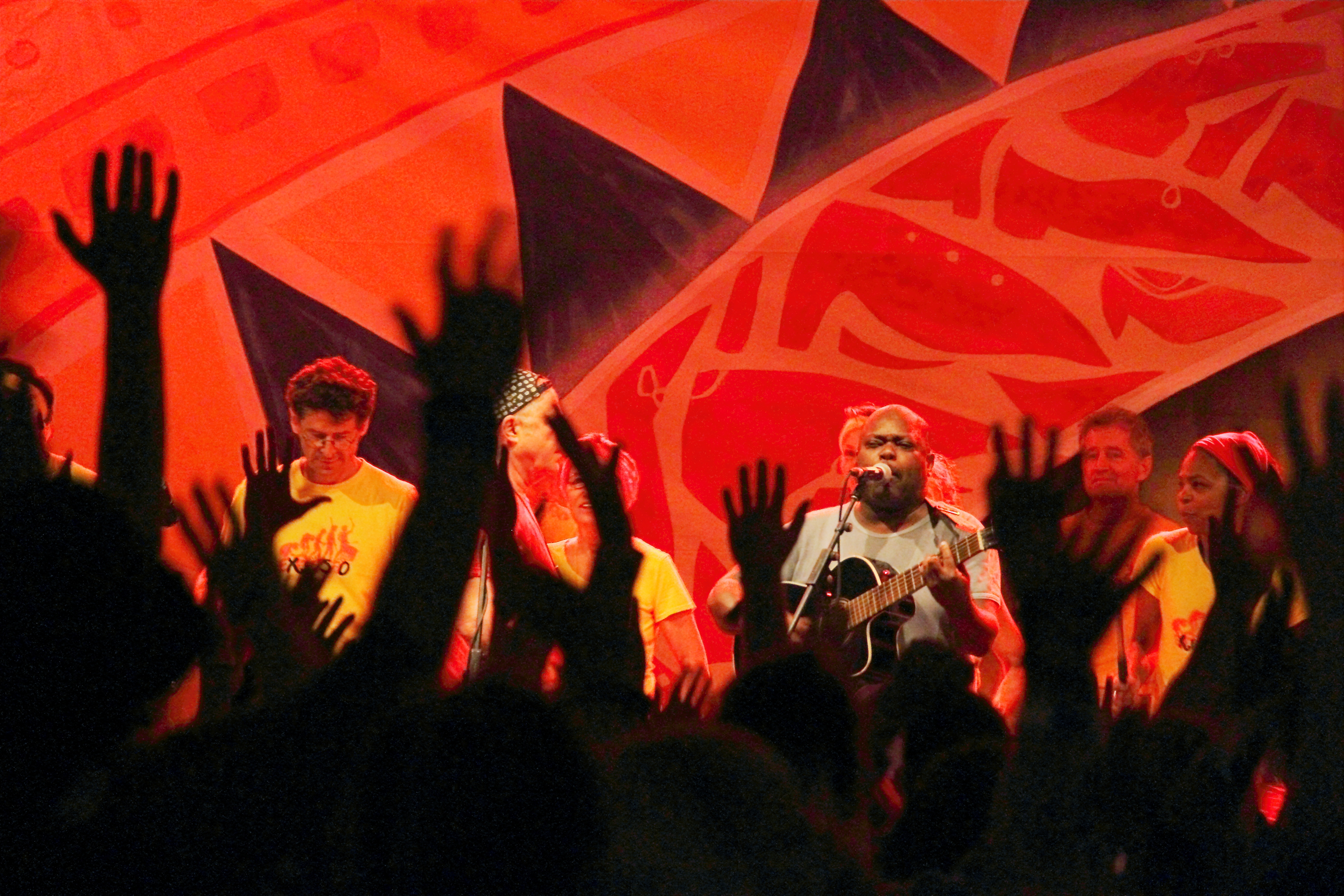
Die Berliner Samba-Gruppe Bloco Explosão bei ihrem Auftritt im Tanzzelt im Heinepark 2016

Das erste Festival 1991 hatte eine vollkommen neue Ausrichtung bekommen. Nun sollte vor allem alternative Folk-Musik dominieren. Das Tanz- und Folkfest – als Fusion des alten Tanzfestes mit Folkmusik – verwirklichte nun quasi die gesamtdeutsche Idee, freilich ohne ideologischen Überbau. Rudolstadt bot dafür neben seiner wieder zentralen Lage nun auch Organisationserfahrung. Über 90 Gruppen und Solisten aus 22 Ländern kamen zu diesem ersten Tanz- und Folkfest.
In den Folgejahren bis Mitte der 1990er Jahre wuchs das Festival stetig. In den Jahren 2010–2013 lagen die Besucherzahlen je nach Wetter durchschnittlich bei über 75.000. 2013 traten vom 4. Juli bis zum 8. Juli etwa 70 Bands auf mehr als 20 Bühnen auf, des Weiteren spielten rund 60 Gruppen und Solisten (Zahlen vom 4. Mai 2013) in den Altstadtgassen. Tanzen kann man im Alten Rathaus, im Stadthaus und im Tanzzelt im Heinepark (auf der rechten Seite der Saale), wo es auch ein Kinderfest zum Zugucken, Zuhören und Mitmachen gibt. Zusätzlich finden Workshops und Vorträge statt. Teile des Festivals werden mittlerweile live oder zeitversetzt durch Deutschlandradio (Deutschlandfunk, DLF Kultur), MDR Kultur, HR2, WDR 3 und BR-Klassik sowie weiteren europäischen Radiostationen übertragen. Arte betreute mehrere Jahre die Große Bühne im Heinepark und übertrug einige Konzerte von dort als Live-Stream.
Nach Angaben des Veranstalters kamen 2013 rund 87.000 Besucher. Um einer wegen Raumnot drohenden Deckelung der Besucherzahlen zu begegnen, haben die Verantwortlichen das Festival seit 2011 um einen Tag vorgelegt; es beginnt seitdem am jeweils ersten Donnerstag im Juli und dauert bis zum folgenden Sonntagabend. Bereits von 2000 bis 2010 gab es jeweils ein exklusives Konzert am Donnerstag vor dem Festival auf der Heidecksburg, hierfür war ein separates Ticket nötig.

### Rudolstadt-Festival (seit 2016)

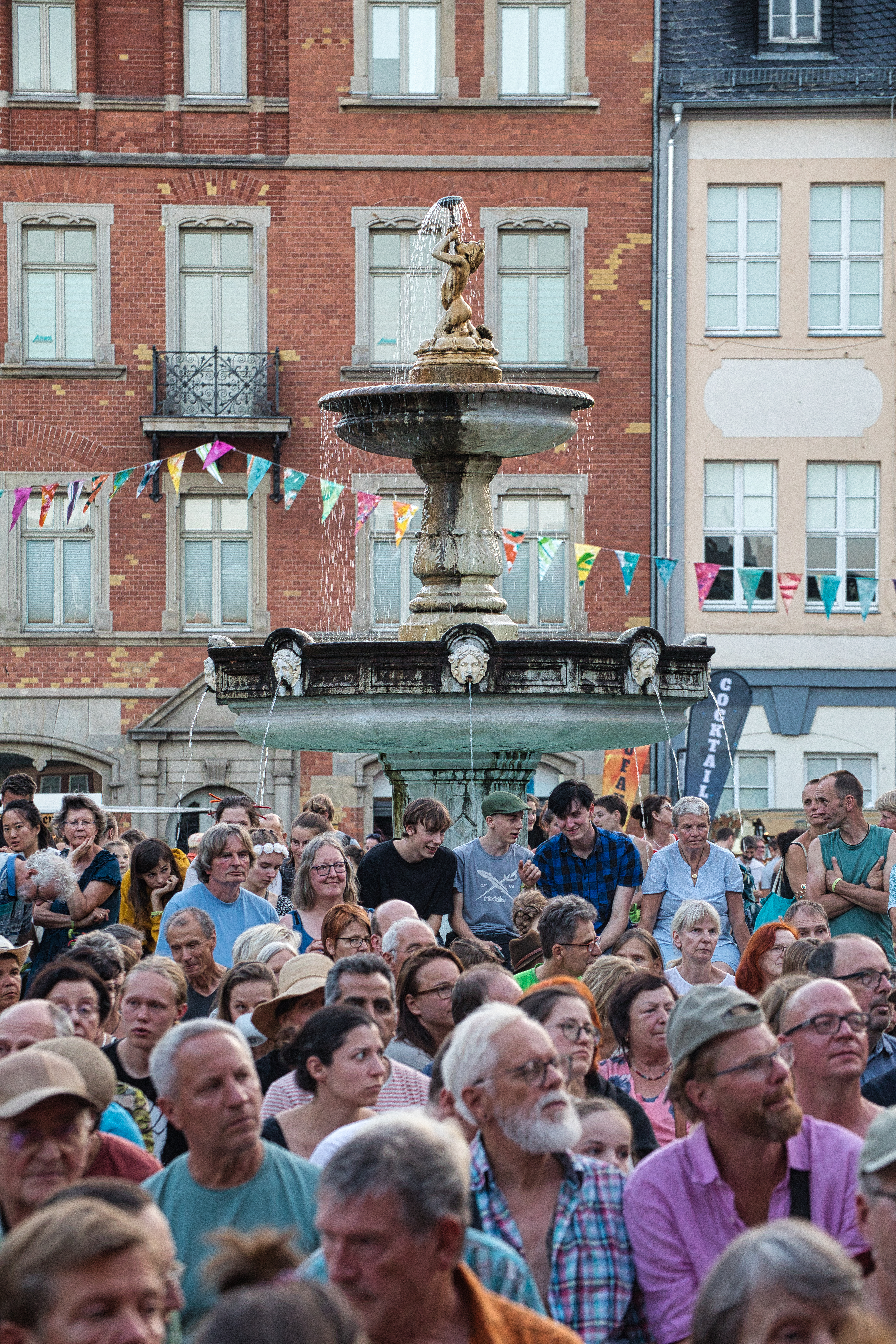
Der Marktbrunnen während eines Konzerts, 2023

Nach dem Festival im Jahr 2015 wurde die Veranstaltung umbenannt und 2016 zum ersten Mal unter dem Titel Rudolstadt-Festival durchgeführt. Laut Veranstalter zeigte sich, „dass sich die musikalische Vielfalt des Festivals nicht mehr im Namen TFF widerspiegeln würde. Dass das Kürzel regelmäßig zu Missverständnissen geführt habe und das Festival-Team es zunehmend als zu einseitige Festlegung empfinde. Deswegen also jetzt die Umbenennung in ‚Rudolstadt Festival‘. Ohne Bindestrich.“ Inhaltlich ändere sich dagegen nichts. Allerdings schreiben die Veranstalter den Namen des Festivals im Programmheft 2016 mit Bindestrich.
2018 wurde der Mitinitiator des Tanz- und Folkfests nach der Wende und langjähriger Festivaldirektor Ulrich Doberenz verabschiedet. Die freiberufliche Musikmanagerin Simone Dake übernahm 2018 die Geschäftsführung von ihm. Sie arbeitet seit Beginn des Festivals dort mit, die ersten Jahre im Catering, später im Leitungsteam.
In Folge der Einschränkungen durch die COVID-19-Pandemie in Deutschland fand das Festival 2020 und 2021 nicht statt. Zum 30. Festival 2022 kamen nach Angaben der Veranstalter täglich mehr als 20 000 Besucher. Dabei traten dort mehr als 150 Bands in 300 Konzerten sowie Straßenmusiker und Solokünstler aus rund 40 Ländern auf. Die Abschlusskonzerte im Heinepark gaben die Aktivistinnen von Pussy Riot und Goran Bregović & His Wedding and Funeral Band.

## Organisation und Kosten
Das Rudolstadt-Festival wird im Auftrag des Fachdienstes Kultur, Jugend, Tourismus und Sport (früher Kulturdezernat) der Stadt Rudolstadt durchgeführt. Die konkrete Umsetzung ist Sache des Festivalteams mit hauptamtlicher Geschäftsführung und zahlreichen Ehrenamtlichen.
Die Finanzierung erfolgt überwiegend durch den Verkauf von Eintrittskarten sowie durch Sponsoren. Die Bezahlung der Musiker unterscheidet zwischen Bühne (Haupt-Acts) und Straßenmusik. Die Kosten werden unter anderem dadurch niedrig gehalten, dass die Straßenmusiker im Unterschied zu den Haupt-Acts kein Honorar und keine Reisekosten, sondern lediglich freien Eintritt und freies Camping erhalten.
Bühnen für die Haupt-Acts sind: Altes Rathaus, Bauernhäuser, Bibliothek, Burgterrasse, Heidecksburg, Heinepark Große Bühne, Konzertbühne, Löwensaal, Marktbühne, Schminkkasten, Stadtkirche, Tanzzelt, Theater. 
Bühnen für Straßenmusik und Action sind: Bauernhäuser, Freiligrathstraße, Güntherbrunnen, Handwerkerhof, Markt 8, Marktplatz, Neumarkt, Saalestrand, Schallhaus, Schillergarten, Schlossstraße, Schminkasten, Schulplatz, Teehaus, Luthers Pub, Supturhof, Weinbergstraße (Stand: 2024, teilweise Mehrfachnennung). Dort finanzieren sich die Musiker aus den Spenden des Publikums.